# Possibili pianeti nani del sistema solare
Il numero di pianeti nani nel sistema solare è sconosciuto. Ne sono stati stimati fino a 200 nella fascia di Kuiper e oltre 10000 nella regione al di là di questa fascia. Tuttavia, in considerazione delle densità sorprendentemente basse di molti candidati pianeti nani, è stato suggerito che i numeri potrebbero essere molto inferiori (ad esempio al massimo 10 tra i corpi conosciuti finora).
L'Unione Astronomica Internazionale (IAU) ne rileva sei in particolare: Cerere nel sistema solare interno e cinque nella regione transnettuniana: Plutone, Eris, Haumea e Makemake, gli ultimi due dei quali sono stati accettati come pianeti nani per scopi di denominazione. In un rapporto annuale del 2022-2023 l'UAI ha annoverato anche Quaoar in tale categoria.

## Procedure di denominazione IAU
Nel 2006, nel promulgare una nuova definizione di pianeta, l'Unione Astronomica Internazionale ha introdotto la classe dei pianeti nani, indicando Plutone come prototipo di questa nuova categoria di oggetti. Nello stesso anno, anche Cerere ed Eris furono inclusi nella categoria dei pianeti nani e chiamati a rappresentarne le caratteristiche.
Nel 2008, infine, l'IAU ha introdotto la categoria dei plutoidi per i pianeti nani orbitanti oltre l'orbita di Nettuno. Inoltre, modificò le procedure di denominazione in modo tale che gli oggetti che potessero essere considerati con maggiore probabilità dei pianeti nani, ricevessero un trattamento diverso rispetto ad altri. Nello specifico, fu stabilito che gli oggetti che abbiano una magnitudine assoluta (H) inferiore a +1 (e quindi un diametro minimo di 838 chilometri (521 mi) se l'albedo fosse inferiore a 1), sono supervisionati da due comitati di denominazione, uno per i pianeti minori e uno per i pianeti. Una volta ricevuto il nome, tali oggetti vengono dichiarati pianeti nani, ma se analisi successive portassero alla conclusione che il corpo non ha raggiunto l'equilibrio idrostatico, verrebbe automaticamente declassato tra gli asteroidi.
Makemake e Haumea sono gli unici oggetti ad aver attraversato l'iter di denominazione partendo come presunti pianeti nani; non ci sono altri corpi che soddisfano il criterio della magnitudine assoluta. Di conseguenza, tutti gli altri corpi che potenzialmente potranno rivelarsi in futuro dei pianeti nani, sono stati denominati dal comitato per la denominazione dei pianeti minori.

## Valori limite

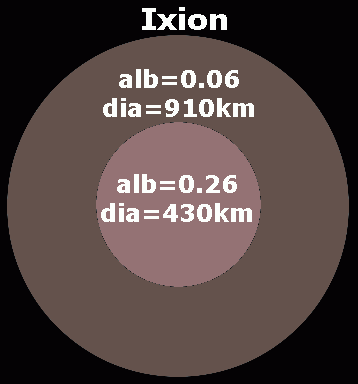
Il calcolo del diametro di Issione dipende dall'albedo (la frazione di luce che riflette). Le stime attuali indicano che l'albedo è del 13-15%, poco inferiore al punto medio dell'intervallo mostrato qui e corrispondente a un diametro di.

Oltre a orbitare direttamente intorno al Sole, la caratteristica qualificante di un pianeta nano è che possieda "una massa sufficiente da permettere alla sua forza di gravità di superare le forze di coesione del corpo rigido in modo da assumere una forma corrispondente al suo equilibrio idrostatico (quasi sferica)".
Le attuali osservazioni sono generalmente insufficienti per determinare direttamente se un corpo soddisfi questa definizione. Spesso l'unico indizio per gli oggetti transnettuniani (TNO) è una stima approssimativa dei loro diametri e albedo. Alcuni grandi satelliti ghiacciati dei giganti gassosi del sistema solare, dal diametro prossimo ai 1500 km, si sono rivelati non essere in equilibrio, mentre oggetti particolarmente scuri del sistema solare esterno potrebbero avere densità così basse da non essere nemmeno corpi pienamente solidi.
Cerere, che ha una quantità significativa di ghiaccio nella sua composizione, è l'unico pianeta nano confermato nella fascia degli asteroidi, sebbene possa esserlo anche Igea. Vesta, il secondo asteroide più massiccio e di composizione basaltica, sembra avere un interno pienamente differenziato ed è stato quindi in equilibrio idrostatico ad un certo punto della sua storia, ma non lo è più oggi. Il terzo oggetto più massiccio della fascia principale, Pallade, ha una superficie alquanto irregolare e si ritiene che abbia la parte interna solo parzialmente differenziata; rispetto a Cerere, avrebbe inoltre un minore contenuto di ghiaccio. Michael Brown ha stimato che, poiché gli oggetti rocciosi come Vesta sono più rigidi di quelli ghiacciati, i corpi rocciosi di diametro inferiore a 900 km potrebbero non essere in equilibrio idrostatico e quindi non essere dei pianeti nani.
Sulla base di un confronto con le lune ghiacciate dei giganti gassosi del sistema solare visitate da veicoli spaziali (come Mimas, circa 400 km di diametro, e Proteo, irregolare sui 410–440 km di diametro), Brown stimò nel 2008 che un corpo ghiacciato collassi raggiungendo l'equilibrio idrostatico a un diametro compreso tra 200 e 400 km. Successivamente, tuttavia, una migliore determinazione delle loro forme ha evidenziato che Mimas e le altre lune ellissoidali di medie dimensioni di Saturno fino almeno a Giapeto (che ha le dimensioni approssimative di Haumea e Makemake) non sarebbero in condizioni di equilibrio idrostatico, nonostante il loro contenuto di ghiaccio dovrebbe essere anche maggiore rispetto agli oggetti transnettuniani. I corpi indicati hanno forme che si sono cristallizzate al tempo del loro congelamento e che non corrispondono alla forma che avrebbero se fossero in equilibrio alle loro attuali velocità di rotazione. Così Cerere, a 950 km di diametro, è il corpo più piccolo per il quale le misurazioni gravitazionali indicano sia stato conservato l'equilibrio idrostatico. Oggetti molto più grandi, come la Luna, non sono vicini all'equilibrio idrostatico oggi, sebbene la Luna sia composta principalmente da roccia silicea (in contrasto con la maggior parte dei pianeti nani candidati, che sono costituiti da ghiaccio e roccia). Le lune di Saturno potrebbero essere state soggette a una storia termica che avrebbe prodotto forme simili all'equilibrio idrostatico in corpi troppo piccoli perché la sola gravità potesse farlo. Pertanto, al momento non è noto se gli oggetti transnettuniani più piccoli di Plutone ed Eris siano in equilibrio idrostatico.
La maggior parte dei TNO di medie dimensioni, fino a circa 900-1000 km di diametro, hanno densità significativamente inferiori (~1,0-1,2 g/ml) rispetto a corpi più grandi come Plutone (1,86 g/ml). Brown aveva ipotizzato che ciò fosse dovuto alla loro composizione, cioè che fossero quasi interamente ghiacciati. Tuttavia, Grundy et al. sottolineano che non esiste un meccanismo noto o un percorso evolutivo che faccia sì che i corpi di medie dimensioni siano composti da solo ghiaccio, mentre sia gli oggetti più grandi che quelli più piccoli siano parzialmente rocciosi. Nello loro studio hanno dimostrato che alle temperature prevalenti della fascia di Kuiper, l'acqua ghiacciata è abbastanza resistente da supportare cavità interne (interstizi) in oggetti di queste dimensioni e hanno concluso che i TNO di medie dimensioni hanno densità basse per la stessa ragione degli oggetti più piccoli: perché non si sono compattati per gravità in oggetti completamente solidi. Secondo Grundy è dunque improbabile che il tipico TNO dal diametro medio inferiore a 900-1000 km sia un pianeta nano (a meno che non venga individuato un qualche altro meccanismo che fornisca una spiegazione per la formazione, a tali distanze dal Sole, di oggetti composti da solo ghiaccio).

### La valutazione di Tancredi
Nel 2010, l'astronomo uruguayano Gonzalo Tancredi ha presentato alla IAU un rapporto in cui valutava un elenco di 46 candidati per lo stato di pianeta nano, basato sull'analisi curva di luce-ampiezza e calcolando che l'oggetto avesse più di 450 chilometri (280 mi) di diametro. Alcuni diametri erano stati misurati, alcuni erano le migliori stime disponibili e per altri è stata utilizzata un'albedo presunta di 0,10 per il calcolo del diametro. Di questi 46 candidati, ne ha identificato 15 come pianeti nani in base ai suoi criteri (inclusi i 4 allora accettati dalla IAU), mentre ne ha considerati altri 9 come possibili. Per essere cauto, consigliò alla IAU di accettare "ufficialmente" come pianeti nani i primi tre non ancora accettati: Sedna, Orco e Quaoar (quest'ultimo accettato in seguito). Sebbene l'IAU avesse reso pubbliche le raccomandazioni di Tancredi, a distanza di un decennio non ha ancora dato una risposta definitiva.

### La valutazione di Brown
| Categorie di Brown                                | Min. ø     | Numero di oggetti |
| ------------------------------------------------- | ---------- | ----------------- |
| quasi certezza                                    | > 900 km   | 10                |
| molto verosimile                                  | 600–900 km | 17 (27 totale)    |
| verosimile                                        | 500–600 km | 41 (68 totale)    |
| probabile                                         | 400–500 km | 62 (130 totale)   |
| possibile                                         | 200–400 km | 611 (741 totale)  |
| Fonte: Mike Brown, aggiornato al 22 ottobre 2020. |            |                   |

Mike Brown considera 130 corpi transnettuniani come probabili pianeti nani, classificandoli in base alla dimensione stimata. Non considera gli asteroidi, affermando che "nella cintura degli asteroidi, Cerere, con un diametro di 900 km, è l'unico oggetto abbastanza grande da essere rotondo."
Ha suddiviso la terminologia per i vari gradi di probabilità in:
- Quasi certezza: il diametro stimato/misurato deve superare i 900 km (560 mi). Ci deve essere una confidenza sufficiente per affermare che i corpi devono essere in equilibrio idrostatico, anche se prevalentemente rocciosi. 10 oggetti al 2020.
- Molto verosimile: diametro stimato/misurato superiore a 600 km (370 mi). Le dimensioni dovrebbero essere "enormemente sbagliate" o dovrebbero essere prevalentemente rocciosi per non essere pianeti nani. 17 oggetti al 2020.
- Verosimile: diametro stimato/misurato superiore a 500 km (310 mi). Le incertezze nelle misurazioni significano che alcune di queste saranno significativamente più piccole e quindi dubbie. 41 oggetti al 2020.
- Probabile: diametro stimato/misurato superiore a 400 km (250 mi). Ci si aspetta che siano pianeti nani, se sono ghiacciati e la forma è corretta. 62 oggetti al 2020.
- Possibile: diametro stimato/misurato superiore a 200 km (120 mi). Le lune ghiacciate passano da una forma rotonda a una irregolare nell'intervallo di 200–400 km, suggerendo che la stessa cosa valga per gli oggetti nella fascia di Kuiper (KBO). Pertanto, alcuni di questi oggetti potrebbero essere pianeti nani. 611 oggetti al 2020.
- Probabilmente no: diametro stimato/misurato inferiore a 200 km. Nessuna luna ghiacciata sotto i 200 km è rotonda e lo stesso può essere vero per i KBO. La dimensione stimata di questi oggetti dovrebbe essere errata affinché siano pianeti nani.

Oltre ai sei accettati dalla IAU, la categoria "quasi certezza" comprende Gonggong, Sedna, Orco, Máni e Salacia.

### La valutazione di Grundyet al
Grundy et al. propongono che gli TNO scuri a bassa densità nella gamma di diametro di circa 400-1000 km siano di transizione tra corpi più piccoli, porosi (e quindi a bassa densità) e corpi planetari più grandi, più densi, più luminosi e geologicamente differenziati (come i pianeti nani). I corpi in questo intervallo di dimensioni dovrebbero aver iniziato a collassare gli spazi interstiziali rimasti dalla loro formazione, ma non completamente, lasciando una certa porosità residua.
Molti TNO nella gamma di dimensioni di circa 400-1000 km hanno densità stranamente basse, nell'intervallo di circa 1,0-1,2 g/cm³, che sono sostanzialmente inferiori ai pianeti nani come Plutone, Eris e Cerere, che hanno densità più vicine a 2. Brown ha suggerito che i grandi corpi a bassa densità dovessero essere composti quasi interamente da acqua ghiacciata, poiché presumeva che i corpi di queste dimensioni sarebbero necessariamente solidi. Tuttavia, questo lascia inspiegabile il motivo per cui esistono TNO con diametro maggiore di 1000 km e inferiore a 400 km, e in effetti le comete, che sono composte da una frazione sostanziale di roccia, provano che solo in questa gamma di dimensioni i corpi siano principalmente ghiacciati.
Esperimenti con ghiaccio d'acqua alle pressioni e temperature pertinenti suggeriscono potrebbe avanzare una sostanziale porosità in questo intervallo di dimensioni ed è possibile che l'aggiunta di roccia alla miscela aumenti ulteriormente la resistenza al collasso di un corpo solido. I corpi con porosità interna residuata dalla loro formazione potrebbero essere differenziati al più solo parzialmente, nella loro parte interna più profonda. Se un corpo avesse cominciato a collassare in un corpo solido, dovrebbero esserci prove sotto forma di sistemi di faglie da quando la sua superficie si è contratta. Anche l'albedo superiore dei corpi più grandi è la prova di una differenziazione completa, poiché tali corpi sono stati presumibilmente modellati dalla riemersione del ghiaccio dal loro interno. Grundy et al. propone quindi che medie dimensioni (<1000 km), bassa densità (<1,4 g/ml) e albedo bassa (<~0,2) di corpi come Salacia, Varda, Gǃkúnǁʼhòmdímà e 2002 UX25 non li rendano corpi planetari differenziati come Orco, Quaoar e Caronte. Il confine tra le due popolazioni sembrerebbe essere nel range di circa 900-1000 km.
Se le ipotesi di Grundy et al. sono corrette, tra i corpi conosciuti nel sistema solare esterno solo Plutone-Caronte, Eris, Haumea, Gonggong, Makemake, Quaoar, Orco, Sedna e forse Salacia (che se fosse sferico e avesse la stessa albedo della sua luna avrebbe una densità compresa tra 1,4 e 1,6 g/cm³, calcolato pochi mesi dopo la valutazione iniziale di Grundy et al, sebbene sia probabile che abbia un'albedo di solo 0,04) si sono compattati in corpi completamente solidi, e quindi è possibile che siano diventati pianeti nani ad un certo punto del loro passato o esserlo ancora.

## I pianeti nani più probabili
Le valutazioni della IAU, Tancredi et al., Brown e Grundy et al. per la dozzina di pianeti nani potenziali più grandi sono riassunte come segue. Per l'IAU, i criteri di accettazione erano a scopo di denominazione. Molti di questi oggetti non erano stati ancora scoperti quando Tancredi et al. hanno effettuato la loro analisi. L'unico criterio di Brown è il diametro; ne accetta molti altri come altamente probabili essere pianeti nani (vedi sotto). Grundy et al. non ha determinato quali corpi fossero pianeti nani, ma piuttosto quali non potevano esserlo. Un segno rosso  indica oggetti troppo scuri o non abbastanza densi per essere corpi solidi, un punto interrogativo i corpi più piccoli coerenti con l'essere differenziati (la questione dell'equilibrio corrente non è stata affrontata).
Giapeto, la luna terrestre e Febe sono inclusi per confronto, poiché nessuno di questi oggetti è oggi in equilibrio idrostatico. Sono inclusi anche Tritone (che si è formato come un TNO ed è probabilmente ancora in equilibrio) e Caronte.
| Designazione | Diametro medio misurato (km) | Densità(g/cm³) | Albedo    | Per IAU                                   | Per Tancredi et al.                       | Per Brown                                 | Per Grundy et al.                         | Categoria          |
| ------------ | ---------------------------- | -------------- | --------- | ----------------------------------------- | ----------------------------------------- | ----------------------------------------- | ----------------------------------------- | ------------------ |
| Luna         | 3475                         | 3,344          | 0,136     | (non più in equilibrio idrostatico)       | (non più in equilibrio idrostatico)       | (non più in equilibrio idrostatico)       | (non più in equilibrio idrostatico)       | (luna della Terra) |
| Tritone      | 2707±2                       | 2,06           | 0,76      | (probabilmente in equilibrio idrostatico) | (probabilmente in equilibrio idrostatico) | (probabilmente in equilibrio idrostatico) | (probabilmente in equilibrio idrostatico) | (luna di Nettuno)  |
| Plutone      | 2376±3                       | 1,854±0,006    | 0,49–0,66 | Yes                                       | Yes                                       | Yes                                       |                                           | Plutino            |
| Eris         | 2326±12                      | 2,43±0,05      | 0,96      | Yes                                       | Yes                                       | Yes                                       |                                           | SDO                |
| Haumea       | ≈ 1560                       | ≈ 2,018        | 0,51      | (criteri di designazione)                 | Yes                                       | Yes                                       |                                           | cubewano           |
| Giapeto      | 1469±6                       | 1,09±0,01      | 0,05–0,5  | (non più in equilibrio idrostatico)       | (non più in equilibrio idrostatico)       | (non più in equilibrio idrostatico)       | (non più in equilibrio idrostatico)       | (luna di Saturno)  |
| Makemake     | 1430+38 −22                  | 1,9±0,2        | 0,81      | (criteri di designazione)                 | Yes                                       | Yes                                       |                                           | cubewano           |
| Gonggong     | 1230±50                      | 1,74±0,16      | 0,14      |                                           | NA                                        | Yes                                       | Maybe                                     | TNO 3:10           |
| Caronte      | 1212±1                       | 1,70±0,02      | 0,2–0,5   | (probabilmente in equilibrio idrostatico) | (probabilmente in equilibrio idrostatico) | (probabilmente in equilibrio idrostatico) | (probabilmente in equilibrio idrostatico) | (luna di Plutone)  |
| Quaoar       | 1110±5                       | 2,0±0,5        | 0,11      | Yes                                       | Yes                                       | Yes                                       | Maybe                                     | cubewano           |
| Sedna        | 995±80                       | ?              | 0,32      |                                           | Yes                                       | Yes                                       | Maybe                                     | staccato           |
| Cerere       | 946±2                        | 2,16±0,01      | 0,09      | Yes                                       | (vicino all'equilibrio idrostatico)       | (vicino all'equilibrio idrostatico)       | (vicino all'equilibrio idrostatico)       | asteroide          |
| Orco         | 910+50 −40                   | 1,53±0,14      | 0,23      |                                           | Yes                                       | Yes                                       | Maybe                                     | TNO 2:3            |
| Salacia      | 846±21                       | 1,5±0,12       | 0,04      |                                           | Maybe                                     | Yes                                       | Maybe                                     | cubewano           |
| Máni         | 778±11                       | ?              | 0,10      |                                           | NA                                        | Yes                                       | No                                        | cubewano           |
| Aya          | 768±39                       | ?              | 0,11      |                                           | Yes                                       | Maybe                                     | No                                        | cubewano           |
| Varda        | 749±18                       | 1,27±0,06      | 0,10      |                                           | Maybe                                     | Maybe                                     | No                                        | TNO 4:7            |
| Chiminigagua | 742+78 −83                   | ?              | 0,17      |                                           | NA                                        | Maybe                                     | No                                        | SDO                |
| Achlys       | 707±24                       | 0,87±0,01?     | 0,10      |                                           | Yes                                       | Maybe                                     | No                                        | TNO 2:3            |
| Febe         | 213±2                        | 1,64±0,03      | 0,06      | (non più in equilibrio idrostatico)       | (non più in equilibrio idrostatico)       | (non più in equilibrio idrostatico)       | (non più in equilibrio idrostatico)       | (luna di Saturno)  |

### I candidati di maggiori dimensioni
I seguenti oggetti transnettuniani hanno un diametro stimato di almeno 400 km (250 mi) e così sono considerati pianeti nani "probabili" dalla valutazione di Brown. Non tutti i corpi che si stima abbiano queste dimensioni sono inclusi. L'elenco è complicato da corpi come 47171 Lempo che inizialmente erano considerati grandi oggetti singoli ma in seguito scoperti come sistemi binari o tripli di corpi più piccoli. Il pianeta nano Cerere viene aggiunto per confronto. Le spiegazioni e le fonti per le masse e i diametri misurati possono essere trovate negli articoli corrispondenti collegati nella colonna "Designazione" della tabella.
La colonna Diametro migliore utilizza un diametro misurato, se presente, altrimenti utilizza il diametro presunto dell'albedo di Brown. Se Brown non elenca il corpo, la dimensione viene calcolata da una presunta albedo del 9% per Johnston.
| Designazione   | Diametro migliore (km) | Misurato          | Misurato | Misurato      | Presunto              | Per Brown | Per Brown     | Per Brown             | Diametro (in base all'albedo presunta) | Diametro (in base all'albedo presunta) | Risultante per Tancredi    | Categoria         |
| Designazione   | Diametro migliore (km) | Massa (1×1018 kg) | H        | Diametro (km) | Albedo geometrica (%) | H         | Diametro (km) | Albedo geometrica (%) | Piccolo (albedo=100%)(km)              | Grande (albedo=4%)(km)                 | Risultante per Tancredi    | Categoria         |
| -------------- | ---------------------- | ----------------- | -------- | ------------- | --------------------- | --------- | ------------- | --------------------- | -------------------------------------- | -------------------------------------- | -------------------------- | ----------------- |
| Plutone        | 2377                   | 13030             | −0,76    | 2377±3,2      | 63                    | −0,7      | 2329          | 64                    | 1886                                   | 9430                                   | accettato (misurato)       | TNO 2:3           |
| Eris           | 2326                   | 16466             | −1,1     | 2326±12       | 90                    | −1,1      | 2330          | 99                    | 2206                                   | 11028                                  | accettato (misurato)       | SDO               |
| Haumea         | 1559                   | 4006              | 0,2      | 1559          | 58                    | 0,4       | 1252          | 80                    | 1212                                   | 6060                                   | accettato                  | cubewano          |
| Makemake       | 1429                   | 3100              | −0,2     | 1429+38 −20   | 104                   | 0,1       | 1426          | 81                    | 1457                                   | 7286                                   | accettato                  | cubewano          |
| Gonggong       | 1230                   | 1750              | 2,34     | 1230±50       | 14                    | 2         | 1290          | 19                    | 636                                    | 3180                                   |                            | TNO 3:10          |
| Quaoar         | 1103                   | 1400              | 2,74     | 1103+47 −33   | 11                    | 2,7       | 1092          | 13                    | 363                                    | 1813                                   | accettato (e raccomandato) | cubewano          |
| Cerere         | 939                    | 939               | 3,36     | 939±2         | 9                     |           |               |                       | 283                                    | 1414                                   |                            | Fascia principale |
| Orco           | 910                    | 641               | 2,31     | 910+50 −40    | 25                    | 2,3       | 983           | 23                    | 459                                    | 2293                                   | accettato (e raccomandato) | TNO 2:3           |
| Sedna          | 906                    |                   | 1,83     | 906+314 −258  | 33                    | 1,8       | 1041          | 32                    | 572                                    | 2861                                   | accettato (e raccomandato) | staccato          |
| Salacia        | 846                    | 492               | 4,25     | 846±21        | 5                     | 4,2       | 921           | 4                     | 188                                    | 939                                    | possibile                  | cubewano          |
| Máni           | 787                    |                   | 3,6      | 787±13        | 10                    | 4         | 960           | 5                     | 253                                    | 1266                                   |                            | cubewano          |
| Aya            | 768                    |                   | 3,3      | 768+39 −38    | 14                    | 3,6       | 754           | 12                    | 291                                    | 1454                                   | accettato                  | cubewano          |
| Varda          | 749                    | 245               | 3,81     | 749±18        | 10                    | 3,7       | 689           | 13                    | 252                                    | 1260                                   | possibile                  | cubewano          |
| Chiminigagua   | 742                    |                   | 3,15     | 742+78 −83    | 18                    | 3,5       | 721           | 14                    | 312                                    | 1558                                   |                            | SDO               |
| Issione        | ca. 730                |                   | 3,83     | 732           | 14                    | 3,8       | 674           | 12                    | 228                                    | 1139                                   | accettato                  | TNO 2:3           |
| Achlys         | 707                    |                   | 3,74     | 707±24        | 11                    | 3,9       | 747           | 11                    | 237                                    | 1187                                   | accettato                  | TNO 2:3           |
| 2004 GV9       | 680                    |                   | 4,25     | 680±34        | 8                     | 4,2       | 703           | 8                     | 188                                    | 939                                    | accettato                  | cubewano          |
| Ritona         | 679                    |                   | 3,89     | 679+55 −73    | 11                    | 3,9       | 697           | 11                    | 222                                    | 1108                                   | possibile                  | cubewano          |
| 2002 UX25      | 659                    | 125               | 3,87     | 659±38        | 11                    | 3,9       | 704           | 11                    | 224                                    | 1118                                   |                            | cubewano          |
| 2018 VG18      | ca. 660                |                   | 3,6      |               |                       | 3,9       | 656           | 12                    | 253                                    | 1266                                   |                            | SDO               |
| Varuna         | 654                    |                   | 3,76     | 654+154 −102  | 12                    | 3,9       | 756           | 9                     | 235                                    | 1176                                   | accettato                  | cubewano          |
| 2005 RM43      | ca. 640                |                   | 4,4      | 644           |                       | 4,8       | 524           | 8                     | 175                                    | 876                                    | possibile                  | SDO               |
| G!kún‖'hòmdímà | 640                    | 136               | 3,7      | 640±30        | 15                    | 3,7       | 612           | 17                    | 242                                    | 1209                                   |                            | SDO               |
| 2014 UZ224     | 635                    |                   | 3,4      | 635+65 −72    | 13                    | 3,7       | 688           | 11                    | 278                                    | 1388                                   |                            | SDO               |
| 2015 RR245     | ca. 630                |                   | 3,8      |               |                       | 4,1       | 626           | 10                    | 231                                    | 1155                                   |                            | SDO               |
| 2014 EZ51      | ca. 630                |                   | 3,8      |               |                       | 4,1       | 626           | 10                    | 231                                    | 1155                                   |                            | staccato          |
| 2010 RF43      | ca. 610                |                   | 3,9      |               |                       | 4,2       | 611           | 10                    | 221                                    | 1103                                   |                            | SDO               |
| Caos           | 600                    |                   | 4,8      | 600+140 −130  | 6                     | 5         | 612           | 5                     | 146                                    | 729                                    |                            | cubewano          |
| 2015 KH162     | ca. 590                |                   | 4,1      |               |                       | 4,4       | 587           | 10                    | 201                                    | 1006                                   |                            | staccato          |
| 2005 QU182     | 584                    |                   | 3,8      | 584+155 −144  | 13                    | 3,8       | 415           | 33                    | 231                                    | 1155                                   |                            | cubewano          |
| 2010 JO179     | ca. 570                |                   | 4        |               |                       | 4,5       | 574           | 9                     | 211                                    | 1053                                   |                            | SDO               |
| 2010 KZ39      | ca. 570                |                   | 4        |               |                       | 4,5       | 574           | 9                     | 211                                    | 1053                                   |                            | staccato          |
| 2014 WK509     | ca. 570                |                   | 4,4      |               |                       | 4,5       | 574           | 9                     | 175                                    | 876                                    |                            | staccato          |
| 2012 VP113     | ca. 570                |                   | 4        |               |                       | 4,5       | 574           | 9                     | 211                                    | 1053                                   |                            | staccato          |
| 2002 XW93      | 565                    |                   | 5,5      | 565+71 −73    | 4                     | 5,4       | 584           | 4                     | 106                                    | 528                                    |                            | SDO               |
| 2013 FZ27      | ca. 560                |                   | 4,4      |               |                       | 4,6       | 561           | 9                     | 175                                    | 876                                    |                            | TNO 1:2           |
| 2010 RE64      | ca. 560                |                   | 4,4      |               |                       | 4,6       | 561           | 9                     | 175                                    | 876                                    |                            | SDO               |
| 2014 AN55      | ca. 560                |                   | 4,1      |               |                       | 4,6       | 561           | 9                     | 201                                    | 1006                                   |                            | SDO               |
| 2004 XR190     | ca. 560                |                   | 4,3      |               |                       | 4,6       | 561           | 9                     | 183                                    | 917                                    |                            | staccato          |
| 2002 XV93      | 549                    |                   | 5,42     | 549+22 −23    | 4                     | 5,4       | 564           | 4                     | 110                                    | 548                                    |                            | TNO 2:3           |
| 2010 FX86      | ca. 560                |                   | 4,7      |               |                       | 4,6       | 549           | 9                     | 153                                    | 763                                    |                            | cubewano          |
| 2008 ST291     | ca. 550                |                   | 4,4      |               |                       | 4,6       | 549           | 9                     | 175                                    | 876                                    |                            | staccato          |
| 2003 VS2       | 548                    |                   | 4,1      | 548+30 −45    | 15                    | 4,1       | 537           | 15                    | 201                                    | 1006                                   | non accettato              | TNO 2:3           |
| 2006 QH181     | ca. 540                |                   | 4,3      |               |                       | 4,7       | 536           | 8                     | 183                                    | 917                                    |                            | SDO               |
| 2014 YA50      | ca. 540                |                   | 4,6      |               |                       | 4,7       | 536           | 8                     | 160                                    | 799                                    |                            | cubewano          |
| 2017 OF69      | ca. 530                |                   | 4,6      |               |                       |           |               |                       | 160                                    | 799                                    |                            | TNO 2:3           |
| 2015 BP519     | ca. 520                |                   | 4,5      |               |                       | 4,8       | 524           | 8                     | 167                                    | 837                                    |                            | SDO               |
| 2013 XC26      | ca. 520                |                   | 4,4      |               |                       | 4,8       | 524           | 8                     | 175                                    | 876                                    |                            | cubewano          |
| 2007 XV50      | ca. 520                |                   | 4,4      |               |                       | 4,8       | 524           | 8                     | 175                                    | 876                                    |                            | cubewano          |
| 2002 TC302     | 514                    |                   | 3,9      | 514±15        | 14                    | 4,2       | 591           | 12                    | 221                                    | 1103                                   |                            | TNO 2:5           |
| 2007 JH43      | ca. 510                |                   | 4,5      |               |                       | 4,9       | 513           | 8                     | 167                                    | 837                                    |                            | TNO 2:3           |
| 2007 JJ43      | ca. 510                |                   | 4,5      |               |                       | 4,9       | 513           | 8                     | 167                                    | 837                                    |                            | cubewano          |
| 2014 BV64      | ca. 510                |                   | 4,7      |               |                       | 4,9       | 513           | 8                     | 153                                    | 763                                    |                            | cubewano          |
| 2014 HA200     | ca. 510                |                   | 4,7      |               |                       | 4,9       | 513           | 8                     | 153                                    | 763                                    |                            | SDO               |
| 2014 FC72      | ca. 510                |                   | 4,7      |               |                       | 4,9       | 513           | 8                     | 153                                    | 763                                    |                            | staccato          |
| 2015 BZ518     | ca. 510                |                   | 4,7      |               |                       | 4,9       | 513           | 8                     | 153                                    | 763                                    |                            | cubewano          |
| 2014 WP509     | ca. 510                |                   | 4,5      |               |                       | 4,9       | 513           | 8                     | 167                                    | 837                                    |                            | cubewano          |
| 2004 TY364     | 512                    |                   | 4,52     | 512+37 −40    | 10                    | 4,7       | 536           | 8                     | 166                                    | 829                                    | non accettato              | TNO 2:3           |
| 2005 TB190     | 507                    |                   | 4,4      | 507+127 −116  | 14                    | 4,4       | 469           | 15                    | 175                                    | 876                                    |                            | staccato          |
| 2010 VK201     | ca. 500                |                   | 5        |               |                       | 5         | 501           | 7                     | 133                                    | 665                                    |                            | cubewano          |
| 2013 AT183     | ca. 500                |                   | 4,6      |               |                       | 5         | 501           | 7                     | 160                                    | 799                                    |                            | SDO               |
| 2014 TZ85      | ca. 500                |                   | 4,8      |               |                       | 5         | 501           | 7                     | 146                                    | 729                                    |                            | TNO 4:7           |
| 2014 FC69      | ca. 500                |                   | 4,6      |               |                       | 5         | 501           | 7                     | 160                                    | 799                                    |                            | staccato          |
| 2010 OO127     | ca. 500                |                   | 4,6      |               |                       | 5         | 501           | 7                     | 160                                    | 799                                    |                            | cubewano          |
| 2005 UQ513     | 498                    |                   | 3,6      | 498+63 −75    | 26                    | 3,8       | 643           | 11                    | 253                                    | 1266                                   |                            | cubewano          |
| 2008 AP129     | ca. 490                |                   | 4,7      |               |                       | 5,1       | 490           | 7                     | 153                                    | 763                                    |                            | cubewano          |
| 2008 OG19      | ca. 490                |                   | 4,7      |               |                       | 5,1       | 490           | 7                     | 153                                    | 763                                    |                            | SDO               |
| 2010 DN93      | ca. 490                |                   | 4,8      |               |                       | 5,1       | 490           | 7                     | 146                                    | 729                                    |                            | staccato          |
| 2003 QX113     | ca. 490                |                   | 5,1      |               |                       | 5,1       | 490           | 7                     | 127                                    | 635                                    |                            | SDO               |
| 2003 UA414     | ca. 490                |                   | 5        |               |                       | 5,1       | 490           | 7                     | 133                                    | 665                                    |                            | SDO               |
| 2014 UM33      | ca. 490                |                   | 4,7      |               |                       | 5,1       | 490           | 7                     | 153                                    | 763                                    |                            | cubewano          |
| 2014 FT71      | ca. 490                |                   | 5        |               |                       | 5,1       | 490           | 7                     | 133                                    | 665                                    |                            | TNO 4:7           |
| 2014 HZ199     | ca. 480                |                   | 5        |               |                       | 5,2       | 479           | 7                     | 133                                    | 665                                    |                            | cubewano          |
| 2014 BZ57      | ca. 480                |                   | 5        |               |                       | 5,2       | 479           | 7                     | 133                                    | 665                                    |                            | cubewano          |
| 2014 VU37      | ca. 480                |                   | 5,1      |               |                       | 5,2       | 479           | 7                     | 127                                    | 635                                    |                            | cubewano          |
| 2015 AM281     | ca. 480                |                   | 4,8      |               |                       | 5,2       | 479           | 7                     | 146                                    | 729                                    |                            | staccato          |
| 2003 UZ413     | 472                    |                   | 4,38     | 472+122 −25   | 15                    | 4,7       | 536           | 8                     | 96                                     | 481                                    |                            | TNO 2:3           |
| 2015 AJ281     | ca. 470                |                   | 5        |               |                       | 5,3       | 468           | 7                     | 133                                    | 665                                    |                            | TNO 4:7           |
| 2014 WH509     | ca. 470                |                   | 5,2      |               |                       | 5,3       | 468           | 7                     | 121                                    | 606                                    |                            | cubewano          |
| 2014 JP80      | ca. 470                |                   | 5        |               |                       | 5,3       | 468           | 7                     | 133                                    | 665                                    |                            | TNO 2:3           |
| 2014 JR80      | ca. 470                |                   | 5,1      |               |                       | 5,3       | 468           | 7                     | 127                                    | 635                                    |                            | TNO 2:3           |
| 2014 US224     | ca. 470                |                   | 5        |               |                       | 5,3       | 468           | 7                     | 133                                    | 665                                    |                            | cubewano          |
| 2013 FS28      | ca. 470                |                   | 4,9      |               |                       | 5,3       | 468           | 7                     | 139                                    | 696                                    |                            | SDO               |
| 2010 RF188     | ca. 470                |                   | 5,2      |               |                       | 5,3       | 468           | 7                     | 121                                    | 606                                    |                            | SDO               |
| 2011 WJ157     | ca. 470                |                   | 5        |               |                       | 5,3       | 468           | 7                     | 133                                    | 665                                    |                            | SDO               |
| 2003 FY128     | 460                    |                   | 4,6      | 460±21        | 12                    | 5,1       | 467           | 8                     | 160                                    | 799                                    |                            | SDO               |
| 2010 ER65      | ca. 460                |                   | 5,2      |               |                       | 5,4       | 457           | 6                     | 121                                    | 606                                    |                            | staccato          |
| 2010 VZ98      | ca. 460                |                   | 4,8      |               |                       | 5,4       | 457           | 6                     | 146                                    | 729                                    |                            | SDO               |
| 2010 RF64      | ca. 460                |                   | 5,7      |               |                       | 5,4       | 457           | 6                     | 96                                     | 481                                    |                            | cubewano          |
| 2010 RO64      | ca. 460                |                   | 5,2      |               |                       | 5,4       | 457           | 6                     | 121                                    | 606                                    |                            | cubewano          |
| 2010 TJ        | ca. 460                |                   | 5,7      |               |                       | 5,4       | 457           | 6                     | 96                                     | 481                                    |                            | SDO               |
| 2014 OJ394     | ca. 460                |                   | 5,1      |               |                       | 5,4       | 457           | 6                     | 127                                    | 635                                    |                            | staccato          |
| 2014 QW441     | ca. 460                |                   | 5,2      |               |                       | 5,4       | 457           | 6                     | 121                                    | 606                                    |                            | cubewano          |
| 2014 AM55      | ca. 460                |                   | 5,2      |               |                       | 5,4       | 457           | 6                     | 121                                    | 606                                    |                            | cubewano          |
| 2014 XR40      | ca. 460                |                   | 5,2      |               |                       | 5,4       | 457           | 6                     | 121                                    | 606                                    |                            | cubewano          |
| 2011 OA60      | ca. 460                |                   | 5,1      |               |                       | 5,4       | 457           | 6                     | 127                                    | 635                                    |                            | cubewano          |
| 1996 GQ21      | 456                    |                   | 4,9      | 456+89 −105   | 6                     | 5,3       | 468           | 7                     | 139                                    | 696                                    |                            | SDO               |
| 2002 VR128     | 449                    |                   | 5,58     | 449+42 −43    | 5                     | 5,6       | 459           | 5                     | 102                                    | 509                                    |                            | TNO 2:3           |
| 2010 ET65      | ca. 450                |                   | 5,1      |               |                       | 5,5       | 447           | 6                     | 127                                    | 635                                    |                            | SDO               |
| 2010 HE79      | ca. 450                |                   | 5,1      |               |                       | 5,5       | 447           | 6                     | 127                                    | 635                                    |                            | TNO 2:3           |
| 2010 EL139     | ca. 450                |                   | 5,6      |               |                       | 5,5       | 447           | 6                     | 101                                    | 504                                    |                            | TNO 2:3           |
| 2014 XS40      | ca. 450                |                   | 5,4      |               |                       | 5,5       | 447           | 6                     | 111                                    | 553                                    |                            | cubewano          |
| 2014 XY40      | ca. 450                |                   | 5,1      |               |                       | 5,5       | 447           | 6                     | 127                                    | 635                                    |                            | cubewano          |
| 2015 AH281     | ca. 450                |                   | 5,1      |               |                       | 5,5       | 447           | 6                     | 127                                    | 635                                    |                            | cubewano          |
| 2014 CO23      | ca. 450                |                   | 5,3      |               |                       | 5,5       | 447           | 6                     | 116                                    | 579                                    |                            | cubewano          |
| 2014 DN143     | ca. 450                |                   | 5,3      |               |                       | 5,5       | 447           | 6                     | 116                                    | 579                                    |                            | cubewano          |
| 2014 SH349     | ca. 450                |                   | 5,4      |               |                       | 5,5       | 447           | 6                     | 111                                    | 553                                    |                            | cubewano          |
| 2014 FY71      | ca. 450                |                   | 5,4      |               |                       | 5,5       | 447           | 6                     | 111                                    | 553                                    |                            | TNO 4:7           |
| 2011 GM27      | ca. 450                |                   | 5,1      |               |                       | 5,5       | 447           | 6                     | 127                                    | 635                                    |                            | cubewano          |
| 2013 HV156     | ca. 450                |                   | 5,2      |               |                       | 5,5       | 447           | 6                     | 121                                    | 606                                    |                            | TNO 1:2           |
| 2013 SF106     | ca. 440                |                   | 5,0      |               |                       |           |               |                       | 133                                    | 665                                    |                            | SDO               |
| Dziewanna      | 433                    |                   | 3,8      | 433+63 −64    | 30                    | 3,8       | 475           | 25                    | 231                                    | 1155                                   |                            | SDO               |
| 2002 JR146     | ca. 420                |                   | 5,1      |               |                       |           |               |                       | 127                                    | 635                                    |                            | TNO 2:3           |
| 2004 NT33      | 423                    |                   | 4,8      | 423+87 −80    | 12                    | 5,1       | 490           | 7                     | 146                                    | 729                                    |                            | TNO 4:7           |
| 2002 GJ32      | 416                    |                   | 6,16     | 416+81 −73    | 3                     | 6,1       | 235           | 12                    | 78                                     | 390                                    |                            | SDO               |
| 2001 QF298     | 408                    |                   | 5,43     | 408+40 −45    | 7                     | 5,4       | 421           | 7                     | 109                                    | 545                                    |                            | TNO 2:3           |
| 2004 PF115     | 406                    |                   | 4,54     | 406+98 −85    | 12                    | 4,5       | 482           | 12                    | 164                                    | 821                                    |                            | TNO 2:3           |
| Huya           | 406                    |                   | 5,04     | 406±16        | 10                    | 5         | 466           | 8                     | 130                                    | 652                                    | accettato                  | TNO 2:3           |
| 2012 VB116     | ca. 400                |                   | 5,2      |               |                       |           |               |                       | 121                                    | 606                                    |                            | cubewano          |
| 2003 QW90      | 401                    |                   | 5        | 401+63 −48    | 8                     | 5,4       | 457           | 6                     | 133                                    | 665                                    |                            | cubewano          |
| 2004 PT107     | 400                    |                   | 6,33     | 400+45 −51    | 3                     | 6         | 302           | 8                     | 72                                     | 360                                    |                            | cubewano          |

### Annotazioni
1. ↑  
Il diametro misurato, oppure il diametro stimato da Brown, oppure il diametro calcolato da H presupponendo un'albedo del 9%.
2. ↑  
Questa è la massa totale del sistema (incluse le lune), tranne Plutone e Cerere.
3. ↑  
L'albedo {\displaystyle A} viene calcolata in base alla magnitudine assoluta rilevata {\displaystyle H} e il diametro misurato {\displaystyle D} con la formula: {\displaystyle A=\left({\frac {1329\times 10^{-H/5}}{D}}\right)^{2}}
4. ↑  
I diametri con il testo in rosso indicano che il bot di Brown li ha derivati dall'albedo euristicamente previsto.

### Fonti
1. 1 2 3  (EN) Mike Brown, The Dwarf Planets, su web.gps.caltech.edu. URL consultato il 20 gennaio 2008.
2. ↑  (EN) The Kuiper Belt at 20: Paradigm Changes in Our Knowledge of the Solar System, su Applied Physics Laboratory.
«Oggi conosciamo più di una dozzina di pianeti nani nel sistema solare [e] si stima che il numero finale di pianeti nani che scopriremo nella fascia di Kuiper e oltre potrebbe superare i 10000.»
3. 1 2 3 4 5 6 7  (EN) W.M. Grundy, K.S. Noll e M.W. Buie, The mutual orbit, mass, and density of transneptunian binary Gǃkúnǁʼhòmdímà ((229762) 2007 UK126) (PDF), in Icarus, vol. 334, dicembre 2019,  pp. 30-38, DOI:10.1016/j.icarus.2018.12.037 (archiviato dall'url originale il 7 aprile 2019).
4. ↑   Report of Division F "Planetary Systems and Astrobiology": Annual Report 2022-23 (PDF), su iau.org, International Astronomical Union, 2022–2023. URL consultato l'8 dicembre 2023 (archiviato dall'url originale l'8 dicembre 2023).
5. ↑  (EN) Definition of a Planet in the Solar System: Resolutions 5 and 6 (PDF), in IAU 2006 General Assembly, International Astronomical Union, 24 agosto 2006. URL consultato il 7 gennaio 2021.
6. ↑  (EN) IAU Circular 8747 — Official publication of the IAU reporting the naming of Eris and Dysnomia (PDF), su cbat.eps.harvard.edu, Unione Astronomica Internazionale, 13 settembre 2006. URL consultato il 7 gennaio 2021.
7. ↑  (EN) Conversion of Absolute Magnitude to Diameter for Minor Planets, su Department of Physics & Astronomy (Stephen F. Austin State University). URL consultato il 13 giugno 2008 (archiviato dall'url originale il 23 marzo 2010).
8. 1 2   Plutoid chosen as name for Solar System objects like Pluto, su iau.org, International Astronomical Union (IAU0804), 11 giugno 2008. URL consultato il 16 luglio 2008 (archiviato dall'url originale il 13 giugno 2008).
9. ↑  (EN) NASA Science | Solar System Exploration, su NASA. URL consultato il 22 gennaio 2008 (archiviato dall'url originale il 4 luglio 2012).
10. ↑  (EN) Plutoid chosen as name for Solar System objects like Pluto, su iau.org. URL consultato il 6 gennaio 2021 (archiviato dall'url originale il 13 giugno 2008).
11. ↑  (EN) ESO science paper 1918a (PDF), su eso.org.
12. ↑  (EN) J. Hanuš et al., (704) Interamnia: a transitional object between a dwarf planet and a typical irregular-shaped minor body, in Astronomy & Astrophysics, A65, 2020,  p. 633, DOI:10.1051/0004-6361/201936639, arXiv:1911.13049.
13. ↑  (EN) Savage, Don, Jones, Tammy e Villard, Ray, Asteroid or mini-planet? Hubble maps the ancient surface of Vesta, su HubbleSite, 19 aprile 1995, News Release STScI-1995-20. URL consultato il 17 ottobre 2006.
14. ↑  (EN) The solar system may have a new smallest dwarf planet: Hygiea, su Science News, 28 ottobre 2019. URL consultato il 6 gennaio 2021.
15. ↑  (EN) Iapetus' peerless equatorial ridge, su planetary.org. URL consultato il 2 aprile 2018.
16. ↑  (EN) DPS 2015: First reconnaissance of Ceres by Dawn, su planetary.org. URL consultato il 2 aprile 2018.
17. ↑  (EN) Garrick e Bethell, The tidal-rotational shape of the Moon and evidence for polar wander, in Nature, vol. 512, n. 7513, 2014,  pp. 181-184, Bibcode:2014Natur.512..181G, DOI:10.1038/nature13639, PMID 25079322.
18. ↑  (EN) A. Balogh, Leonid Ksanfomality e Rudolf von Steiger, Hydrostatic equilibrium of Mercury, 23 febbraio 2008, ISBN 9780387775395. Ospitato su Google Books.
19. ↑  (EN) Mark E. Perry, Gregory A. Neumann e Roger J. Phillips, The low‐degree shape of Mercury, in Geophysical Research Letters, vol. 42, n. 17, 16 settembre 2015,  pp. 6951-6958, DOI:10.1002/2015GL065101. URL consultato il 6 gennaio 2021.
20. 1 2 3  (EN) Michael E. Brown, How many dwarf planets are there in the outer solar system? (updates daily), su web.gps.caltech.edu, California Institute of Technology, 13 settembre 2019. URL consultato il 24 novembre 2019 (archiviato dall'url originale il 13 ottobre 2019).
21. 1 2  (EN) W.M. Grundy, K.S. Noll e H.G. Roe, Mutual orbit orientations of transneptunian binaries (PDF), in Icarus, vol. 334, dicembre 2019,  pp. 62-78, Bibcode:2019Icar..334...62G, DOI:10.1016/j.icarus.2019.03.035 (archiviato dall'url originale il 7 aprile 2019).
22. ↑  (EN) Gonzalo Tancredi, Physical and dynamical characteristics of icy “dwarf planets” (plutoids), in Icy Bodies of the Solar System, vol. 263, 2010,  pp. 173-185, DOI:10.1017/S1743921310001717. URL consultato il 5 gennaio 2021.
23. ↑  (EN) How many dwarf planets are there in the outer solar system? - Astronomer Mike Brown, su web.gps.caltech.edu, 13 ottobre 2019. URL consultato il 5 gennaio 2021 (archiviato dall'url originale il 13 ottobre 2019).
24. ↑  (EN) Isamu Matsuyama, Fossil figure contribution to the lunar figure, in Icarus, vol. 222, n. 1, gennaio 2013,  pp. 411-414, Bibcode:2013Icar..222..411M, DOI:10.1016/j.icarus.2012.10.025.
25. ↑  (EN) Bursa, M., Secular Love Numbers and Hydrostatic Equilibrium of Planets, in Earth, Moon, and Planets, vol. 31, n. 2, ottobre 1984,  pp. 135-140, Bibcode:1984EM&P...31..135B, DOI:10.1007/BF00055525.
26. ↑  (EN) Thomas, P.C., The Shape of Triton from Limb Profiles, in Icarus, vol. 148, n. 2, dicembre 2000,  pp. 587-588, Bibcode:2000Icar..148..587T, DOI:10.1006/icar.2000.6511.
27. ↑  (EN) P.C. Thomas, Sizes, shapes, and derived properties of the saturnian satellites after the Cassini nominal mission (PDF), in Icarus, vol. 208, n. 1, luglio 2010,  pp. 395-401, Bibcode:2010Icar..208..395T, DOI:10.1016/j.icarus.2010.01.025. URL consultato il 6 gennaio 2021 (archiviato dall'url originale il 23 dicembre 2018).
28. ↑  (EN) Kholshevnikovab, K.V., Borukhaa, M.A. e Eskina, B.B., On the asphericity of the figures of Pluto and Charon, in Icarus, vol. 181, 23 ottobre 2019,  p. 104777, DOI:10.1016/j.pss.2019.104777.
29. ↑  (EN) Raymond, C., Castillo-Rogez, J.C. e Park, R.S., Dawn Data Reveal Ceres' Complex Crustal Evolution (PDF), in European Planetary Science Congress, vol. 12, settembre 2018.
30. ↑  (EN) Cassini Finds Saturn Moon Has Planet-Like Qualities, su NASA Solar System Exploration. URL consultato il 6 gennaio 2021.
31. ↑  
(EN) (47171) Lempo, su newton.spacedys.com. URL consultato il 7 dicembre 2009.
32. ↑  (EN) List of Known Trans-Neptunian Objects (and other outer solar system objects) last updated 18 August 2020, su johnstonsarchive.net. URL consultato l'11 agosto 2019.
33. ↑  (EN) Tancredi, G., Physical and dynamical characteristics of icy "dwarf planets" (plutoids), in Icy Bodies of the Solar System: Proceedings IAU Symposium No. 263, 2009, vol. 263, 2010,  pp. 173-185, Bibcode:2010IAUS..263..173T, DOI:10.1017/S1743921310001717.